# Tectopontonia
Tectopontonia is een geslacht van kreeftachtigen uit de klasse van de Malacostraca (hogere kreeftachtigen).

## Soort
- Tectopontonia maziwiae Bruce, 1973